# Lautaro Di Lollo
Lautaro Federico Di Lollo (ur. 10 marca 2004 w Buenos Aires) – argentyński piłkarz występujący na pozycji środkowego obrońcy, od 2024 roku zawodnik Boca Juniors.